# Restloch 111
Das Restloch 111 (auch Plessaer See) ist ein Tagebaurestsee im brandenburgischen Landkreis Elbe-Elster. Der etwa 900 Meter lange und 140 Meter breite See liegt im einstigen Tagebau Plessa im Braunkohlenrevier Koyne-Plessa. Die tiefste Stelle des sich in drei Teilbecken gliedernden Gewässers beträgt im mittleren Teilbecken 10,2 Meter, in den beiden anderen etwa 7 Meter. Seine Fläche umfasst etwa 10 Hektar.
Das Gewässer befindet sich nördlich der Ortschaft Plessa im Gebiet der einstigen Plessaer Heide. Es entstand, indem sich das Restloch nach der Stilllegung des Tagebaus im Jahre 1959 mit Grundwasser füllte, und ist deshalb von einer starken Versauerung des Wassers betroffen. Dies veranlasste Wissenschaftler des Helmholtz-Zentrum für Umweltforschung – UFZ, hier einen Großversuch zu unternehmen, um die Wasserqualität saurer Bergbauseen mit biologischen Mitteln zu verbessern.